# Dunton Green
Dunton Green is een civil parish in het bestuurlijke gebied Sevenoaks, in het Engelse graafschap Kent.